# Paula Creamer
Paula Creamer (* 5. August 1986 in Mountain View, Kalifornien) ist die jüngste weibliche Golfspielerin, die jemals die 1-Million-Dollar-Preisgeld-Marke überschritten hat. Sie wurde im Jahre 2005 in der LPGA Tour zum Newcomer des Jahres gekürt und hat seitdem drei Turniere der Serie und fünf Profiturniere insgesamt gewonnen.